# Båten går
Båten går är ett kortspel för barn, där spelarna genom att byta kort med varandra försöker samla ihop en hand där alla korten är av samma färg. 
Deltagarna får i given sju kort var. Spelet tillgår så att varje spelare i tur och ordning, eller samtidigt, skickar ett av sina kort med baksidan uppåt till spelaren på sin vänstra sida. Man måste först själv skicka iväg ett kort innan man tillåts ta upp det kort man fått. Spelet fortsätter på detta sätt, gärna i ett högt tempo, tills en av spelarna lyckats samla ihop sju kort i samma färg. Denna spelare ropar ”Båten går!”, visar upp sina kort och har vunnit spelomgången.

## Variant
I varianten tummen upp ska den spelare som fått en hand med alla kort i samma färg diskret sätta upp en tumme på bordskanten. Det gäller då för de andra spelarna att observera detta och själva göra likadant. Den som sist sätter upp sin tumme har förlorat rundan. 
Namnet tummen upp används också om det liknande spelet gris.